# Antje Gleichfeld
Antje Gleichfeld (República Democrática Alemana, 31 de marzo de 1938) fue una atleta alemana especializada en la prueba de 4x400 m, en la que consiguió ser campeona europea en 1969.

## Carrera deportiva
En el Campeonato Europeo de Atletismo de 1969 ganó la medalla de bronce en los relevos de 4x400 metros, con un tiempo de 3:32.7 segundos, llegando a meta tras Reino Unido y Francia (plata).